# Alvito (Portugal)
Pour les articles homonymes, voir Alvito.
Alvito (phonétique: [aɫ'vitu]) est une ville et une municipalité du Portugal faisant partie du District de Beja ayant une superficie de 264,8 km2 ayant une population de 2 504 habitants.

## Géographie
Alvito est limitrophe :
- au nord, de Viana do Alentejo,
- à l'est, de Cuba,

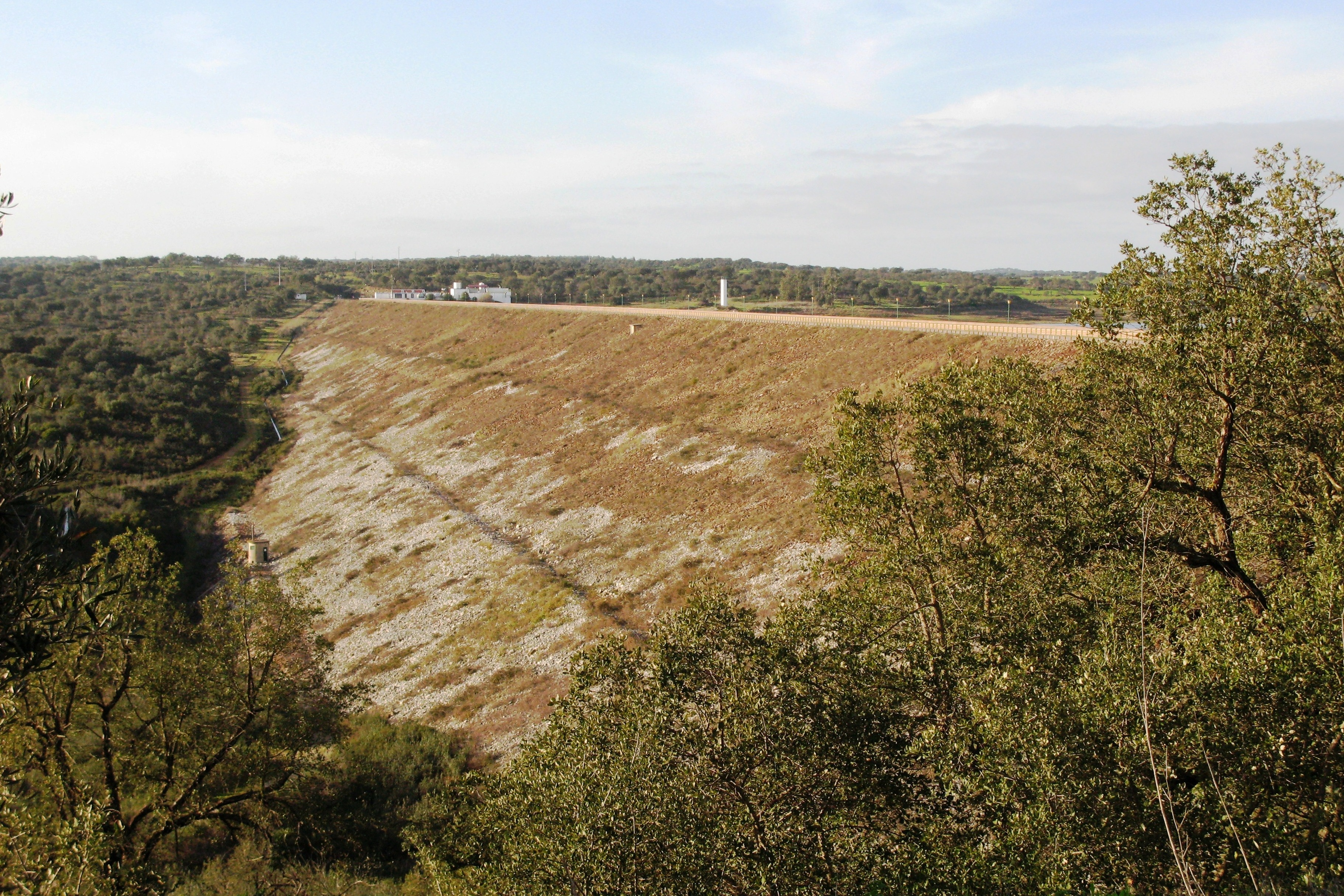
Le barrage en remblai d'Alvito (1976).

- au sud et au sud-ouest, de Ferreira do Alentejo,
- à l'ouest, de Alcácer do Sal.

## Démographie
| 1801  | 1849  | 1900  | 1930  | 1960  | 1981  | 1991  | 2001  | 2011  |
| ----- | ----- | ----- | ----- | ----- | ----- | ----- | ----- | ----- |
| 1 079 | 4 569 | 3 065 | 4 556 | 4 850 | 2 968 | 2 650 | 2 688 | 2 504 |

## Subdivisions
La municipalité de Alvito groupe 2 freguesias (paroisses) :
- Alvito
- Vila Nova da Baronia

## Jumelages
- Alvito (Italie)[3]